# Spessart
Pour l’article homonyme, voir Spessart (Brohltal).
Le Spessart est un massif montagneux de faible altitude situé dans le nord-ouest de la Bavière et le sud de la Hesse, en Allemagne. Il est bordé sur trois côtés par le Main. Son point culminant est le Geiersberg (586 mètres). Il a donné son nom à la spessartine, un minéral de la famille des grenats. 
Les deux plus importantes villes situées au pied du Spessart sont Aschaffenbourg à l'ouest et Wertheim au sud-est. 

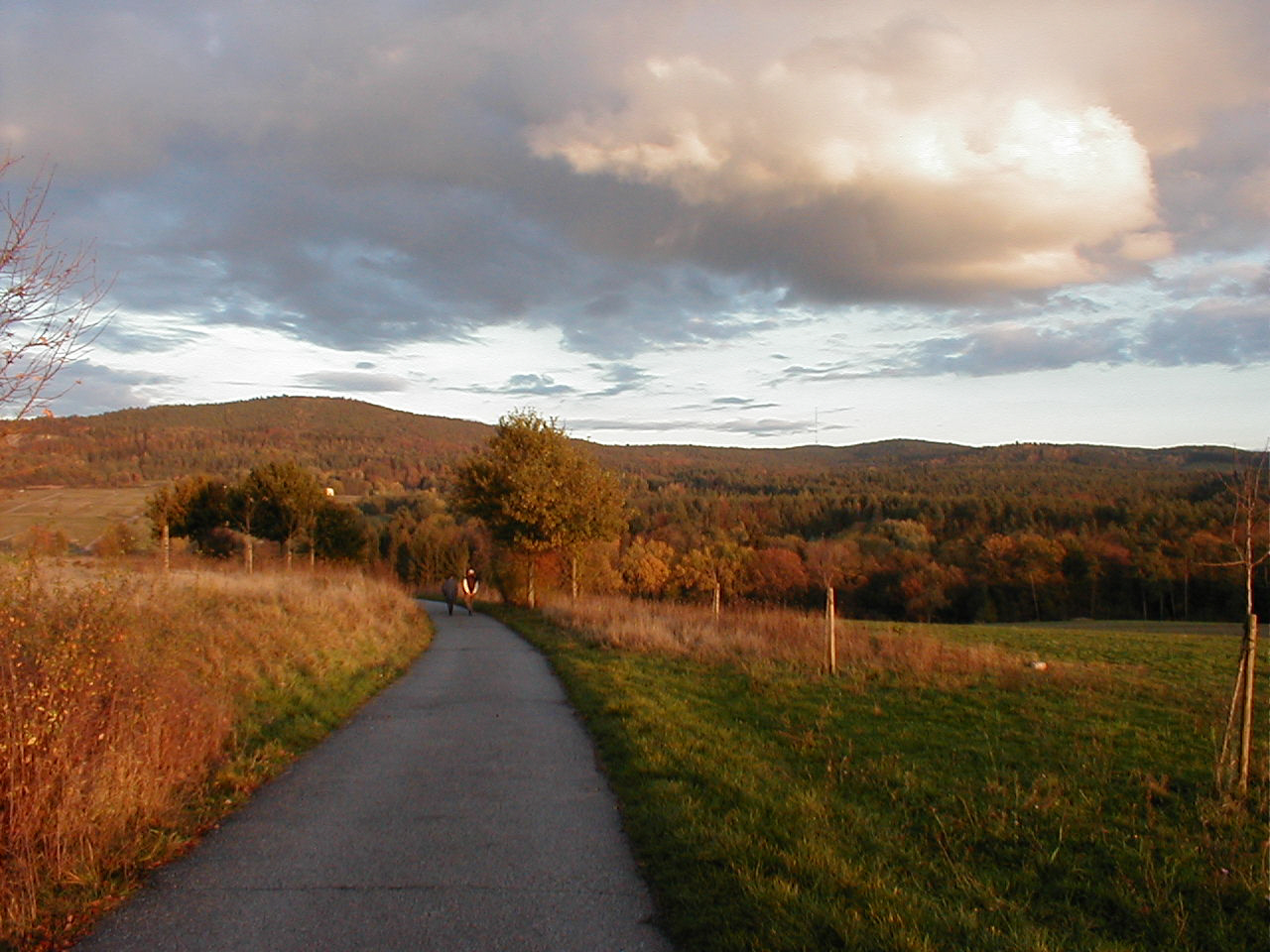
Spessart